# 埃爾克里克鎮區 (北達科他州戈爾登瓦利縣)
埃爾克里克鎮區（英語：Elk Creek Township）是位於美國北達科他州戈爾登瓦利縣的一個鎮區。

## 地方資料
埃爾克里克鎮區的面積為92.54平方千米，當中陸地面積為92.36平方千米，而水域面積為0.17平方千米。根據2020年美國人口普查的數據，當地共有人口4人，而人口密度為每平方千米0.04人。